# Copa Mundial de Críquet de 2003
La Copa Mundial de Críquet de 2003  fue la octava edición del torneo. Fue la primera edición celebrada en África, específicamente en Sudáfrica, Zimbabue y Kenia. Australia ganó la Copa por tercera vez, derrotando a India en la final.

## Participantes
- Australia
- Bangladés
- Canadá
- Inglaterra
- India
- Indias Occidentales
- Kenia
- Namibia
- Nueva Zelanda
- Países Bajos
- Pakistán
- Sri Lanka
- Sudáfrica
- Zimbabue

## Etapa de grupos

### Grupo A
| Equipo       | Jj | G | P | NR | E | PC    | Pts | PTA |
| ------------ | -- | - | - | -- | - | ----- | --- | --- |
| Australia    | 6  | 6 | 0 | 0  | 0 | 2.05  | 24  | 12  |
| India        | 6  | 5 | 1 | 0  | 0 | 1.11  | 20  | 8   |
| Zimbabue     | 6  | 3 | 2 | 1  | 0 | 0.50  | 14  | 3.5 |
| Inglaterra   | 6  | 3 | 3 | 0  | 0 | 0.82  | 12  | –   |
| Pakistán     | 6  | 2 | 3 | 1  | 0 | 0.23  | 10  | –   |
| Países Bajos | 6  | 1 | 5 | 0  | 0 | −1.45 | 4   | –   |
| Namibia      | 6  | 0 | 6 | 0  | 0 | −2.96 | 0   | –   |

### Grupo B
| Equipo              | Jj | G | P | NR | E | PC    | Pts | PTA |
| ------------------- | -- | - | - | -- | - | ----- | --- | --- |
| Sri Lanka           | 6  | 4 | 1 | 0  | 1 | 1.20  | 18  | 7.5 |
| Kenia               | 6  | 4 | 2 | 0  | 0 | −0.69 | 16  | 10  |
| Nueva Zelanda       | 6  | 4 | 2 | 0  | 0 | 0.99  | 16  | 4   |
| Sudáfrica           | 6  | 3 | 2 | 0  | 1 | 1.73  | 14  | –   |
| Indias Occidentales | 6  | 3 | 2 | 1  | 0 | 1.10  | 14  | –   |
| Canadá              | 6  | 1 | 5 | 0  | 0 | −1.99 | 4   | –   |
| Bangladés           | 6  | 0 | 5 | 1  | 0 | −2.05 | 2   | –   |

## Super 6
| Equipo        | Jj | G | P | NR | E | PC    | Pts  | PTA |
| ------------- | -- | - | - | -- | - | ----- | ---- | --- |
| Australia     | 3  | 3 | 0 | 0  | 0 | 1.85  | 24   | 12  |
| India         | 3  | 3 | 0 | 0  | 0 | 0.89  | 20   | 8   |
| Kenia         | 3  | 1 | 2 | 0  | 0 | 0.35  | 14   | 10  |
| Sri Lanka     | 3  | 1 | 2 | 0  | 0 | −0.84 | 11.5 | 7.5 |
| Nueva Zelanda | 3  | 1 | 2 | 0  | 0 | −0.90 | 8    | 4   |
| Zimbabue      | 3  | 0 | 3 | 0  | 0 | −1.25 | 3.5  | 3.5 |

## Ronda Final
|  | Semifinales                                 | Semifinales |     |  | Final                                  | Final |  |
|  |                                             |             |     |  |                                        |       |  |
|  | 18 de marzo - St George's, Puerto Elizabeth |             |     |  |                                        |       |  |
|  | 1 Australia                                 | 212/7       |     |  |                                        |       |  |
|  | 4 Sri Lanka                                 | 123/7       |     |  |                                        |       |  |
|  |                                             |             |     |  |                                        |       |  |
|  |                                             |             |     |  | 23 de marzo - Wanderers, Johannesburgo |       |  |
|  |                                             |             |     |  | Australia                              | 359/2 |  |
|  |                                             | India       | 234 |  |                                        |       |  |
|  |                                             |             |     |  |                                        |       |  |
|  |                                             |             |     |  |                                        |       |  |
|  |                                             |             |     |  |                                        |       |  |
|  | 20 de marzo - Kingsmead, Durban             |             |     |  |                                        |       |  |
|  | 2 India                                     | 270/4       |     |  |                                        |       |  |
|  | 3 Kenia                                     | 179         |     |  |                                        |       |  |

- Datos: Q1139957
- Multimedia: Cricket World Cup 2003 / Q1139957